# Музей хвороб людини
Музей хвороб людини Львівського національного медичного університету імені Данила Галицького — дієвий музей, найбільший в Україні та один з трьох найбільших у Європі музеїв цього профілю Розташований на вулиці Пекарській 52.

## Історія
Музей хвороб людини створили іще у 1896 році при Львівському медичному університеті імені Данила Галицького (раніше Львівський університет імені Яна Казімижа). Спеціально для цього була зведена будівля, а першим директором кафедри музею став польський професор Ондржей Обжут.
Сьогодні в музеї діє 5 відділів, зокрема, експозиція макропрепаратів, що налічує понад 2,5 тисячі експонатів та понад 86 тисяч архівних протоколів розтинів за період з 1896 по 2018 роки. Окрім цього, в музеї є велика колекція патогістологічних препаратів, які демонструють мікроскопічний вигляд більшості відомих захворювань. Також в закладі є бібліотека, яка містить наукові часописи, монографії та 2,5 тисячі малюнків, створених на початку XX століття кафедральним художником з метою експозиції на лекціях та практичних заняттях.
Весь музей умовно поділений стендами, на яких згруповані хвороби окремих систем людини.  Зокрема окремий стелаж виділений для демонстрації патологій розвитку плодів. Найбільшу увагу відвідувачів привертають експонати двоголових дітей, яких у музеї є аж 8.

## Експозиція
Експонати у музеї мають довгу історію, тому походження багатьох з них не відоме. Є припущення, що експонати двоголових дітей зібрав голландський анатом та колекціонер Фредерік Рюйш ще для приватної колекції Петра І. Після його смерті Фредеріко продав колекцію малими партіями по всій Європі. Професор Обжут деякі з цих препаратів привіз із собою до музею, але архівні дані на підтвердження цього втрачені.
Тепер експонати музею поповнюють після чергових розтинів тіл померлих людей, які проводять у діагностичних цілях: секційні зали для цього розташовані поруч із виставковим залом.